# L'apprendista Babbo Natale
L'apprendista Babbo Natale (L'Apprenti Père Noël) è una serie televisiva a cartoni animati francese ideata e disegnata da Jan Van Rijsselberge e prodotta da Alphanim, Europool e France 5, con la partecipazione di Tiji. È composta da 48 episodi di 13 minuti ciascuno in più due film d'animazione Il Natale di Nicholas del 2010 e Sulle ali del Natale del 2013 e due special Il piccolo grande apprendista e La Vigilia di Natale. In Francia è stata mandata in onda dal 9 dicembre 2006 su France 5, all'interno del contenitore Midi les Zouzous, mentre in Italia, dal 1º dicembre 2007 da Rai 2.

## Trama
Nicolas Barnworth è un ragazzino di 8 anni a cui viene offerto di diventare il nuovo Babbo Natale in sostituzione dell'attuale "incaricato", prossimo al ritiro, dopo 178 anni di servizio. Nicolas risponde ai criteri di selezione, essendo egli orfano e di buon cuore, oltre a chiamarsi Nicolas. Deve quindi apprendere il mestiere di Babbo Natale, imparando a trainare la slitta e inventare nuovi giocattoli.

## Doppiaggio
| Nome del personaggio | Doppiatore francese | Doppiatore italiano |
| -------------------- | ------------------- | ------------------- |
| Babbo Natale         | Frédéric Cerdal     | Bruno Alessandro    |
| Nicolas              | Hélène Bizot        | Laura Cosenza       |
| Beatrice             |                     | Fabrizia Castagnoli |
| Waldorf (Randolph)   |                     | Oliviero Dinelli    |
| Humphrey             |                     | Antonio Palumbo     |

## Episodi
| n° | Titolo originale             | Titolo italiano                    |
| -- | ---------------------------- | ---------------------------------- |
| 1  | Et si ça n'était pas moi?    | Il successore di Babbo Natale      |
| 2  | Le cadeau de Nicolas         | Un regalo per Nicolas              |
| 3  | Une longue nuit              | Vecchi e nuovi Babbo Natale        |
| 4  | Il n'existe pas              | Altre prove per Nicolas            |
| 5  | Le rival                     | La lettera di Michael              |
| 6  | Enveloppé, c'est pesé        | Il natale di Lulu                  |
| 7  | Le caprice du Père Noël      | Babbo Natale ha perso la memoria   |
| 8  | Le responsable               | Una fidanzata per Babbo Natale     |
| 9  | Le plus grand des secrets    | Nessuno è perfetto                 |
| 10 | Jamais contente              | Babbo Natale deve mettersi a dieta |
| 11 | Le passage du premier grelot | Il mostro della neve               |
| 12 | Les guirlandes enguirlandées | Il segreto di Babbo Natale         |
| 13 | La porte secrète             | Il primo esame di Nicolas          |
| 14 | Le grand examen              | Una slitta mai vista               |
| 15 | Une vraie famille            | Babbo Natale va in vacanza         |
| 16 | Solange est devenue coquette | Il mago Maurice                    |
| 17 | Et après?                    | La magia del Natale                |
| 18 | Débordé!                     | Lo spray di Natale                 |
| 19 | La mémoire de Noël           | Il grande segreto                  |
| 20 | La fiancée du Père Noël      | Una visita notturna                |
| 21 | L'outre infernale            | Un regalo sgradito                 |
| 22 | Le mobile                    | Il succo di Melvin                 |
| 23 | Le vieux magicien            | La risata di Babbo Natale          |
| 24 | Changez tout!                | Papà Natale                        |
| 25 | Papa Noël                    | Una vacanza al polo nord           |
| 26 | Père Noël Playa Club         | Una vera famiglia                  |
| 27 | Poussière d'étoile           | Un regalo per Babbo Natale         |
| 28 | Le monstre des cadeaux       | Un principe azzurro per Alice      |
| 29 | La surprise                  | L'orsacchiotto perduto             |
| 30 | Le petit fantôme de Noël     | Il fantasma di Natale              |
| 31 | Un cadeau empoisonné         | Nonna Nicole                       |
| 32 | L'ours perdu                 | Il primo giocattolo                |
| 33 | Plaisir d'offrir             | Un test particolare                |
| 34 | Brevet pour un premier jouet | Il meteorite                       |
| 35 | Prêt pour le test?           | Il segreto delle renne             |
| 36 | La météorite                 | Una giornata al polo nord          |
| 37 | Le secret des rennes         | Giocattoli veri                    |
| 38 | Trop de chance               | È arrivata la mamma                |
| 39 | Les jouets en vrai           | L'altro Babbo Natale               |
| 40 | Metal Mamie                  | Il brevetto da elfo                |
| 41 | On a changé le Père Noël!    | La grande prova                    |
| 42 | Le brevet de lutin           | L'albero di natale                 |
| 43 | L'épreuve du Mammouth        | Un dono per Margaret               |
| 44 | Le Perlinlutin               | La prova del mammut                |
| 45 | Blagues à part               | La riunione dei babbo natale       |
| 46 | Le fan du Père Noël          | Il mostro mangia regali            |
| 47 | Mon beau sapin               | Innocenti scherzetti               |
| 48 | Le remise du pompom d'or     | ?                                  |

## Special
1. L'avant-dernière case de l'Avent (L'apprendista Babbo Natale - Il piccolo grande apprendista)
2. Embûches de Noël (L'apprendista Babbo Natale - La Vigilia di Natale)

## Film
1. L'apprenti Père Noel (L'apprendista Babbo Natale - Il Natale di Nicholas - 2010)
2. L'apprenti Père Noël et le flocon magique (L'apprendista Babbo Natale - Sulle ali del Natale - 2013)